# Послання ченця Роджера Бекона

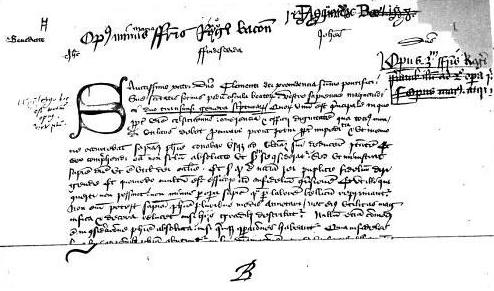
Сторінка з Epistola fratris Rogerii Baconis de secretis operibus artis et naturae, et de nullitate magiae

Послання ченця Роджера Бекона про таємні дії мистецтва і природи і нікчемність магії (лат. Epistola fratris Rogerii Baconis de secretis operibus artis et naturae, et de nullitate magiae) — твір про методи технічного використання різних явищ природи, а також про деякі проекти механізмів майбутнього . На думку Саймона Сінгха, є першою європейською книгою, систематично викладає основи криптографії. Авторство послання більшість дослідників визнають за францисканським ченцем Роджером Беконом, англійським філософом і природодослідником середини XIII століття.
«Послання» є заключною книгою з циклу творів Роджера Бекона, покликаних зібрати воєдино сучасні автору математичні, фізичні та лінгвістичні факти, а також вибудувати чіткі взаємозв'язки між магією, релігією і тим, що згодом стало технічними та гуманітарними напрямками науки. «Послання» містить міркування про освіченість і моральні якості духовенства, оголошені католицькою церквою єретичними, автор був поміщений у в'язницю .
Перше друковане видання «Послання» вийшло в 1542 році. Твір опублікував Оронцій Фінеус, відомий французький математик XVI століття.